# Barkarby (tunnelbanestation)
Barkarby är en station inom Stockholms tunnelbana som är under byggnad. Stationen är belägen i kommundelen Barkarby-Skälby i Järfälla kommun.

## Nya tunnelbanan
Det första spadtaget av tunnelbanan till Barkarby togs i augusti 2018. Arbetet beräknas vara klart till december 2027. När tunnelbanan byggs ut får Barkarby två nya stationer, Barkarbystaden och Barkarby. Från Akalla station förlängs tunnelbanan cirka 4 kilometer.

## Bildgalleri

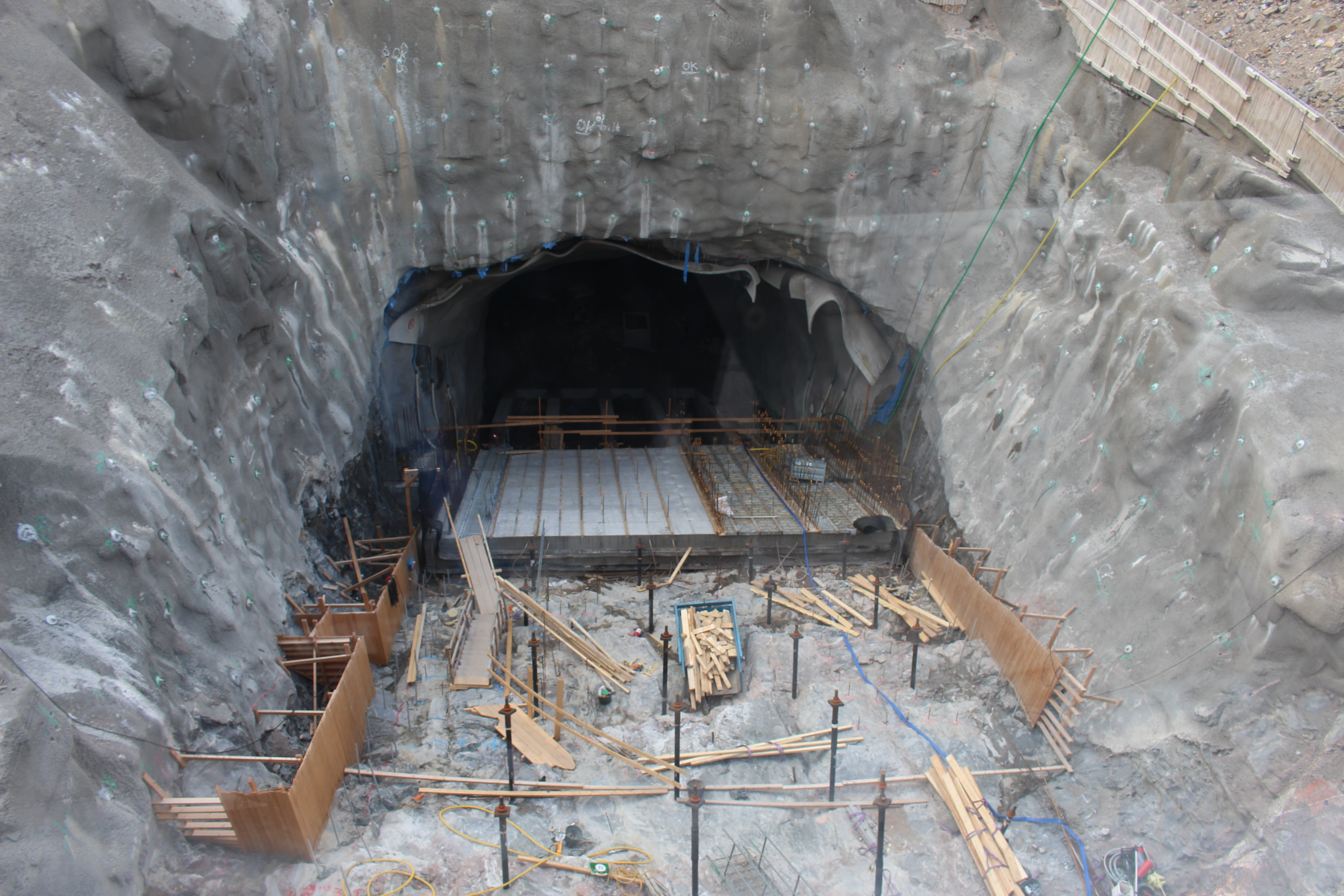
Arbete med tunnelbaneuppgången på Veddestabron
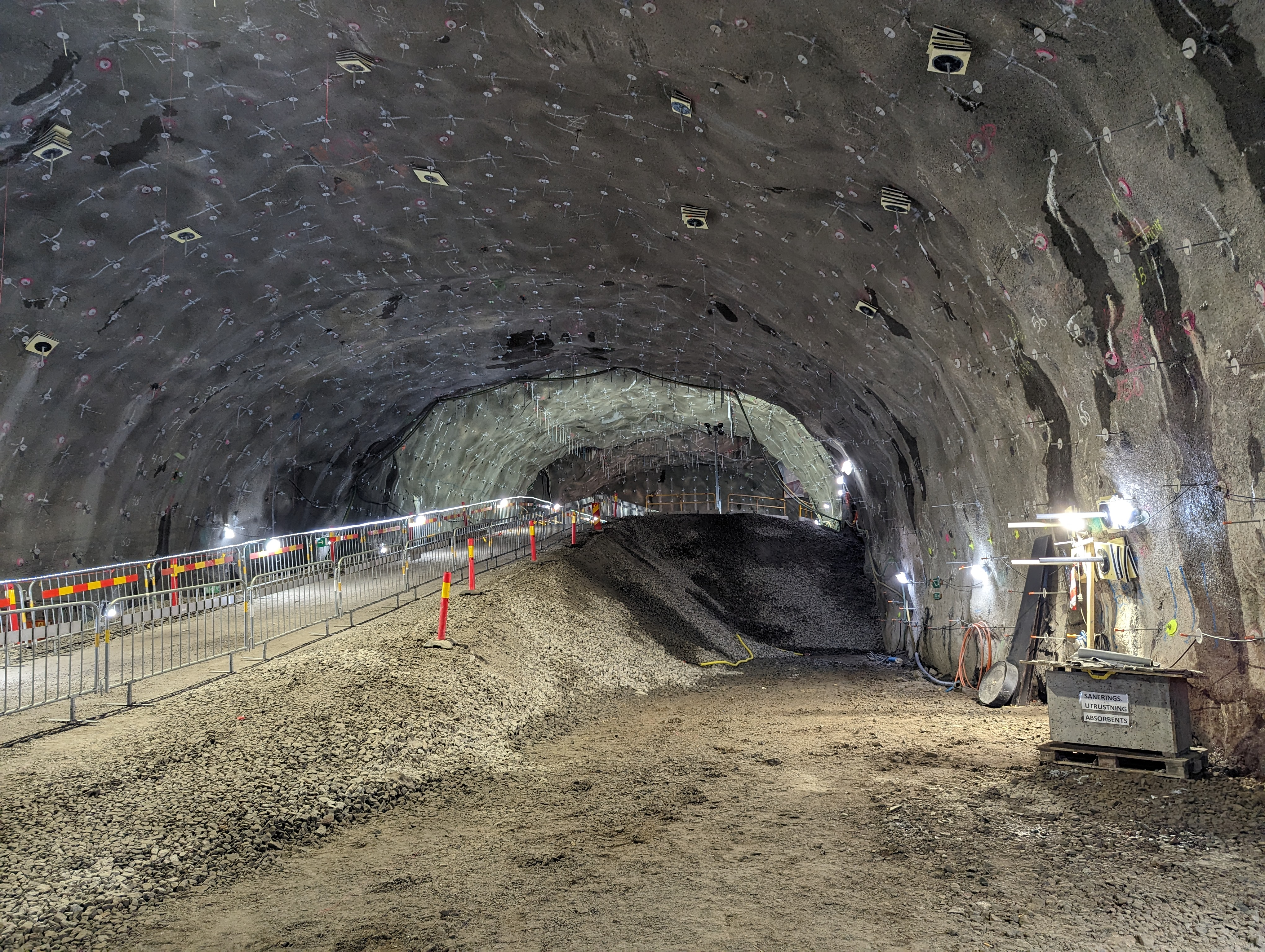
Arbete med tunnelbaneuppgången på Veddestabron
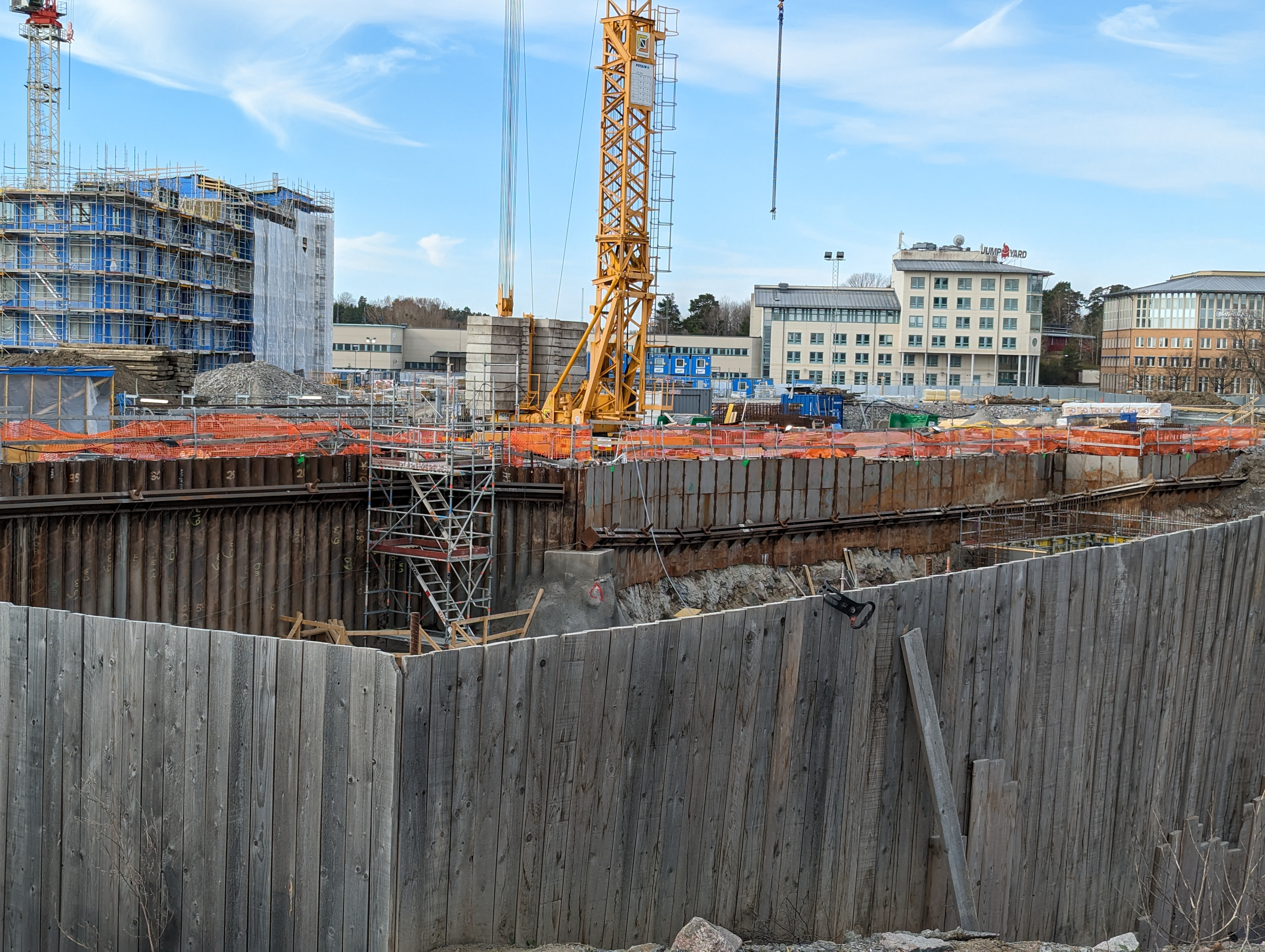
Arbete med uppgången i Veddesta